# Puente de Mayorga
El puente de Mayorga es un puente sobre el río Cea que se encuentra en la localidad de Mayorga, provincia de Valladolid, Castilla y León, España.

## Historia

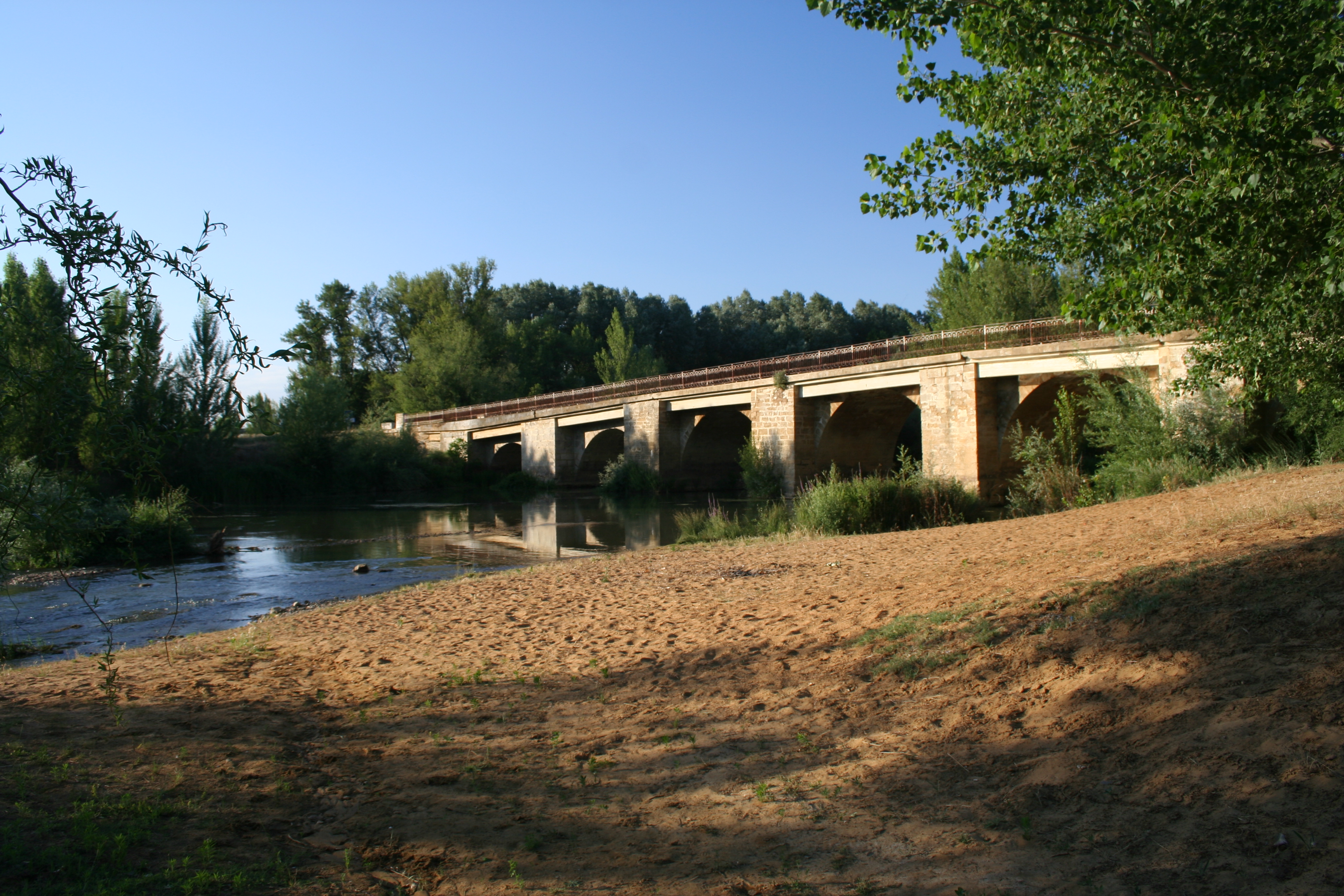
Imagen del puente antiguo de Mayorga en el año 2006.

En el siglo XII ya había al parecer un puente de madera sobre la zona. El camino era importante para el comercio de lana de la Mesta y por Mayorga pasaba la Cañada Real Leonesa Occidental.
El actual empezó a construirse en 1590, no obstante hubo numerosos problemas en su construcción, daños por la fuerza en que bajaba el caudal del río por lo que hubo que hacer reparaciones en los años 1644, 1675, 1683 a 1690, 1737 (por los daños de una riada en 1708).
El puente mide unos 75 metros, consta de  ocho ojos de arcos de medio punto, y a su lado hay un nuevo puente por el que transcurre la N-601 dirección a León.